# Ammoides atlantica
Ammoides atlantica är en växtart i släktet Ammoides och familjen flockblommiga växter. Den beskrevs av Ernest Saint-Charles Cosson och Michel Charles Durieu de Maisonneuve som Ptychotis atlantica, och fick sitt nu gällande namn av Hermann Wolff.
Arten är endemisk för Algeriet.